# Oxy-Vanadium-Dravit
Das Mineral Oxy-Vanadium-Dravit ist ein sehr seltenes Ringsilikat aus der Turmalingruppe mit der idealisierten chemischen Zusammensetzung Na(V3+3)(V3+4Mg2)(Si6O18)(BO3)3(OH)3O.
Oxy-Vanadium-Dravit ist anhand äußerer Kennzeichen nicht von anderen Chrom- oder Vanadium-haltigen Turmalinen zu unterscheiden. Er kristallisiert mit trigonaler Symmetrie und bildet schwarze bis dunkelgrüne, prismatische Kristalle von unter einem Millimeter Größe. Im Dünnschliff erscheinen sie bräunlich-grün bis gelbgrün. Wie alle Minerale der Turmalingruppe ist Oxy-Vanadium-Dravit pyroelektrisch und piezoelektrisch.
Die Typlokalität sind chrom- und vanadiumreiche Metasedimente (z. B. Quarzite, Marmore) in der Umgebung von Sljudjanka am Südende des Baikalsees in der Oblast Irkutsk, Russland.

## Etymologie und Geschichte
Vanadiumhaltige Dravite kennt man seit Mitte des 20. Jahrhunderts aus graphitführenden, quarzreichen metamorphen Gesteinen z. B. aus Usbekistan oder Tansania. Die erste Beschreibung des Vanadium-Analogs von Dravit unter dem Namen Vanadiumdravit gaben Reznitsky und Mitarbeiter im Jahr 2001.
Eine erneute Untersuchung des Typmaterials aus Sljudjanka 12 Jahre später ergab eine OH-ärmere Zusammensetzung und führte zu einer Neudefinition des Turmalins als Oxy-Vanadium-Turmalin. Der Name wurde nach der Zusammensetzung vergeben, das Vanadium-Analog von Oxy-Dravit.

## Klassifikation
In der strukturellen Klassifikation der IMA gehört Oxy-Vanadium-Dravit zusammen mit Bosiit, Oxy-Schörl, Oxy-Dravit, Maruyamait, Povondrait, Chromo-Alumino-Povondrait, Oxy-Chrom-Dravit, Princivalleit, Vanadio-Oxy-Chrom-Dravit und Vanadio-Oxy-Dravit zur Alkali-Untergruppe 3 in der Turmalinobergruppe.
Da Oxy-Vanadium-Dravit erst 2013 beschrieben worden ist, ist er in der veralteten 8. Auflage der Mineralsystematik nach Strunz nicht verzeichnet. Die von der International Mineralogical Association (IMA) zuletzt 2009 aktualisierte 9. Auflage der Strunz’schen Mineralsystematik kennt den Oxy-Vanadium-Dravit ebenfalls noch nicht.
Im zuletzt 2018 überarbeiteten und aktualisierten Lapis-Mineralienverzeichnis nach Stefan Weiß, das sich im Aufbau noch nach der alten Form der Systematik von Karl Hugo Strunz in der 8. Auflage richtet, erhielt das Mineral als Oxy-Vanadiumdravit die System- und Mineralnummer VIII/E.19-035. In der Lapis-Systematik entspricht dies der Abteilung „Ringsilikate“, wo Oxy-Vanadium-Dravit zusammen mit Adachiit, Bosiit, Chrom-Dravit, Chromo-Alumino-Povondrait, Darrellhenryit, Dravit, Elbait, Feruvit, Fluor-Buergerit, Fluor-Dravit, Fluor-Elbait, Fluor-Liddicoatit (ehemals Liddicoatit), Fluor-Schörl, Fluor-Tsilaisit, Fluor-Uvit, Foitit, Lucchesiit, Luinait-(OH), Magnesio-Foitit, Maruyamait, Olenit, Oxy-Chrom-Dravit, Oxy-Dravit, Oxy-Foitit, Oxy-Schörl, Povondrait, Rossmanit, Schörl, Tsilaisit, Uvit, Vanadio-Oxy-Chrom-Dravit und Vanadio-Oxy-Dravit die „Turmalin-Gruppe“ mit der Systemnummer VIII/E.19 bildet (Stand 2018).
Die von der Mineraldatenbank „Mindat.org“ weitergeführte Strunz-Klassifikation ordnet den Oxy-Vanadium-Dravit in die Abteilung der „Ringsilikate“ (englisch Cyclosilicates), genauer in die Unterabteilung „[Si6O18]12−-Sechser-Einfachringe mit inselartigen, komplexen Anionen“ (englisch [Si6O18]12− 6-membered single rings, with insular complex anions), wo er zusammen mit Chrom-Dravit, Chromo-Alumino-Povondrait, Dravit, Elbait, Feruvit, Fluor-Buergerit, Fluor-Dravit, Fluor-Elbait, Fluor-Liddicoatit, Fluor-Tsilaisit, Fluor-Uvit, Foitit, Liddicoatit, Lucchesiit, Luinait-(OH), Fluor-Rossmanit, Magnesio-Foitit, Magnesio-Lucchesiit, Maruyamait, Olenit, Oxy-Chrom-Dravit, Oxy-Dravit, Oxy-Foitit, Oxy-Rossmanit, Oxy-Schörl, Oxy-Uvit, Oxy-Vanadium-Dravit, Povondrait, Rossmanit, Schörl, Tsilaisit, Uvit, Vanadio-Oxy-Chrom-Dravit und Vanadio-Oxy-Dravit eine unbenannte Gruppe mit der Systemnummer 9.CK.05 bildet (vergleiche dazu „Turmalingruppe“ in der gleichnamigen Unterabteilung der Klassifikation nach Strunz (9. Auflage)).
In der vorwiegend im englischen Sprachraum gebräuchlichen Systematik der Minerale nach Dana hat Oxy-Vanadium-Dravit die System- und Mineralnummer 61.03e.01.12. Dies entspricht der Klasse der „Silikate“ und dort der Abteilung der „Ringsilikate: Sechserringe“. Hier ist er zusammen mit Dravit, Schörl, Fluor-Schörl und Chrom-Dravit in der „Schörl-Untergruppe“ mit der Systemnummer 61.03e.01 innerhalb der Unterabteilung „Ringsilikate: Sechserringe mit Boratgruppen (Natriumhaltige Turmalin-Untergruppe)“ zu finden.

## Chemismus
Oxy-Vanadium-Dravit ist  das Vanadium-Analog von Oxy-Dravit und Oxy-Chrom-Dravit und hat die idealisierte Zusammensetzung [X]Na[Y]V3+3[Z](V3+4Mg2)([T]Si6O18)(BO3)3[V](OH)3[W]O, wobei [X], [Y], [Z], [T], [V] und [W] die Positionen in der Turmalinstruktur sind.
Für den Oxy-Vanadium-Dravit aus der Typlokalität wurde folgende Zusammensetzung bestimmt:
- [X](Na0,88K0,07◻0,05)[Y](V3+2,46Mg2+0,48Ti4+0,06)[Z](V3+3,14Mg2+1,74Al0,91Cr3+0,21)[[T](Si5,99Al0,01)O18](BO3)3[V](OH)3[W][O0,78(OH)0,14F0,08][3]

Zwischen den Vanadium-Chrom-Aluminium-Oxy-Turmalinen besteht vollkommene Mischbarkeit entsprechend der Austauschreaktionen:
- [Y,Z]V3+ = [Y,Z]Al3+ (Vanadio-Oxy-Dravit, Oxy-Dravit)
- [Y,Z]V3+ = [Y,Z]Cr3+ (Vanadio-Oxy-Chrom-Dravit, Oxy-Chrom-Dravit)

Die Eisengehalte aller Vanadium-Chrom-Oxy-Turmaline sind vernachlässigbar gering.

## Kristallstruktur
Oxy-Vanadium-Dravit kristallisiert mit trigonaler Symmetrie in der Raumgruppe R3m (Raumgruppen-Nr. 160) mit 3 Formeleinheiten pro Elementarzelle. Die Gitterparameter des natürlichen Mischkristalls aus der Typlokalität sind: a = 16,1908(4) Å, c = 7,4143(2) Å.
Die Kristallstruktur ist die von Turmalin. Natrium (Na+) besetzt die von 9 Sauerstoffen umgebene X-Position, die oktaedrisch koordinierte [Y]-Position ist überwiegend mit Vanadium (V3+) besetzt und die kleinere, ebenfalls oktaedrisch koordinierte [Z]-Position ist gemischt besetzt mit vier Vanadium (V3+) und zwei Magnesium (Mg2+). Die tetraedrisch koordinierte [T]-Position enthält Silizium (Si4+). Die [V]-Anionenposition ist vorwiegend mit (OH)− besetzt und die [W]-Anionenposition mit einem Sauerstoffion (O2−).

## Bildung und Fundorte
Die granulitfaziellen Metasedimente in der Umgebung von Sljudjanka am Südende des Baikalsees in der Oblast Irkutsk, Russland, besonders die graphithaltigen Quarzite des Pereval-Marmor-Steinbruchs, sind die Typlokalität von zahlreichen Vanadium- und Chrom-Mineralen, darunter die Turmaline Chromo-Alumino-Povondrait, Oxy-Chrom-Dravit, Vanadio-Oxy-Chrom-Dravit, Vanadio-Oxy-Dravit und Oxy-Vanadium-Dravit. Begleitminerale von Oxy-Vanadium-Dravit sind Quarz, Cr-V-haltiger Diopsid, Calcit und sekundärer Tremolit. Akzessorisch kommen noch Cr-V Glimmer (Chromphyllit), Karelianit, Chromit-Coulsonit- und magnetitreiche Spinelle, Uwarowit- und goldmanitreiche Granate, Natalyit, Pyrit, Baryt, V-haltiger Titanit und Anatas und Cuprokalininit hinzu.